# Ludwig von Sybel
Ludwig von Sybel (Marburgo, 1º luglio 1846 – Marburgo, 5 aprile 1929) è stato un archeologo tedesco.

## Biografia
Sybel nacque a Marburgo, in Assia, come figlio di Heinrich von Sybel. Studiò a Gottinga e Bonn e divenne professore associato di archeologia presso l'Università di Marburgo nel 1877. Nel 1888 ottenne la cattedra a Marburgo, dove nel 1906 fu nominato rettore.
I suoi viaggi scientifici comprendevano viaggi in Italia (1871-72), Parigi e Grecia (1879-1880) e Inghilterra (1886).

## Opere principali
- Ueber Schliemanns Troja (1875)
- Die Mythologie der Ilias (1877)
- Katalog der Skulpturen zu Athen (1881)
- Kritik des ägyptischen Ornaments (1883)
- Weltgeschichte der Kunst im Altertum (seconda edizione, 1903)
- Christliche Antike (I. Einleitendes, Katakomben, 1906; II. Skulptur, Architectur, 1909